# 劉鍾
劉鍾（377年—419年）字世之，彭城人。東晉將領。

## 生平
隆安四年（400年），劉鍾跟隨劉裕討伐孫恩，有戰功。之後擔任劉牢之鎮北參軍督護。後跟隨劉裕討伐桓玄，轉鎮軍參軍督護。協助豫州刺史魏詠之擊退桓歆。之後擔任南齊國內史，受封安丘縣五等侯。轉車騎長史，兼任行參軍。司馬叔璠與劉謐、劉懷玉等從蕃城進攻鄒山，魯郡太守徐邕失守，劉鍾率軍擊退。
後跟隨劉裕討伐南燕。孟龍符戰死後，劉鍾從南燕軍隊那裡奪回孟龍符的尸體。後擔任振武將軍、中兵參軍、廣川太守。後劉鍾率軍抵禦盧循的進攻，將其擊退後，義熙六年（410年），又與輔國將軍王仲德追擊盧循；又隨劉藩消滅徐道覆。劉鍾於是擔任太尉行參軍、寧朔將軍、下邳太守、石頭戍事。
後劉鍾率軍跟著王鎮惡參與討伐劉毅，義熙九年（413年），又隨朱齡石討伐譙蜀。
劉鍾以參與消滅南燕的功勞，受封永新縣男，食邑五百戶。升任給事中、太尉參軍事、龍驤將軍、高陽內史，領石頭戍事。劉裕討伐司馬休之時，劉鍾留守建康，因為建康出現混亂局面，人心不穩，劉鍾於是被貶為建威將軍。不久又恢復龍驤將軍。义熙十二年（416年），劉裕北伐後秦時，劉鍾再次留守。义熙十四年（418年），升任右衞將軍，同時保留龍驤將軍。元熙元年（419年）去世，時年四十三歲。

## 延伸阅读
[在维基数据编辑]
 《宋書·卷49》，出自沈约《宋书》
 《南史·卷17》，出自李延壽《南史》